# Bantariella
Bantariella is een mosdiertjesgeslacht uit de familie van de Mimosellidae en de orde Ctenostomatida. De wetenschappelijke naam ervan is in 1973 voor het eerst geldig gepubliceerd door Jebram.

## Soorten
- Bantariella bocki (Silén, 1942)
- Bantariella cookae (Banta, 1968)
- Bantariella firmata (Marcus, 1938)
- Bantariella tenuis (Harmer, 1915)
- Bantariella verticillata (Heller, 1867)